# 威廉·韦恩弗雷特

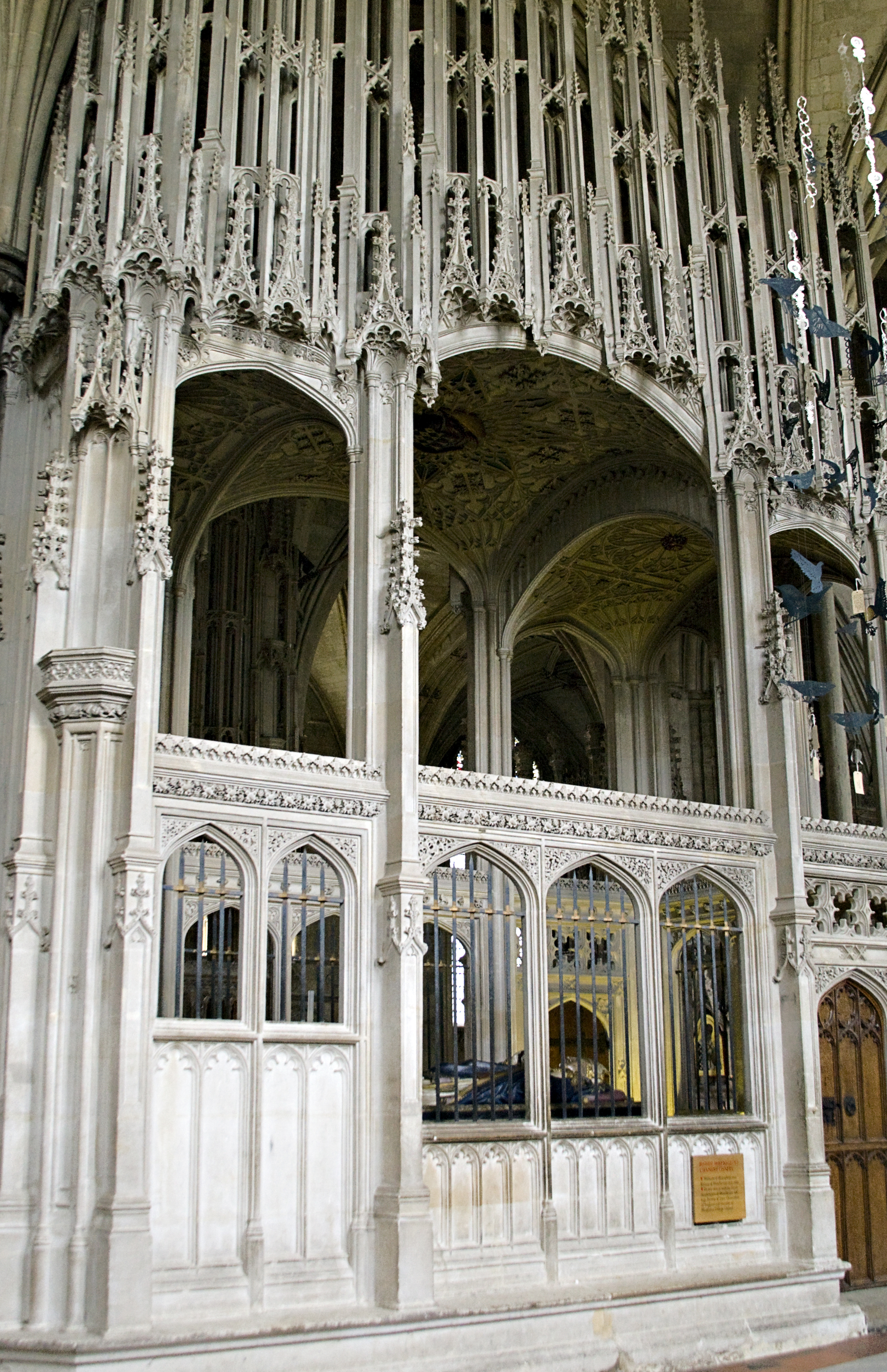
韦恩弗雷特在溫徹斯特大教堂的墓碑

威廉·韦恩弗雷特（William Waynflete，c. 1398 – 1486年8月11日），本名威廉· 帕滕（William Patten）是15世紀的一位英格蘭宗教人物。他可能曾在溫徹斯特公學及牛津大學新學院讀書，後來擔任伊頓公學教務長（1442–1447）、溫徹斯特主教（1447-1486）和英格蘭大法官（1456-1460）。威廉·韦恩弗雷特是牛津大學莫德林學院的創始人。

## 外部連結
- Biographical sketchat the Magdalen College website（页面存档备份，存于）.